# Humbert de Precipiano
Humbert de Precipiano, né à Rougemont dans le Comté de Bourgogne le 12 septembre 1627 et décédé à Bruxelles le 9 juin 1711 est un archevêque de Malines. 

## Biographie
Guillaume Humbert de Precipiano appartient à une famille d'origine génoise, établie en Franche-Comté sous Charles Quint. Il est fils d'Achille de Precipiano, baron de Soye, seigneur de Romain, Desandans, Bonnal, etc., sergent de bataille des armées impériales, et de Jeanne de Montrichard. Il est le frère cadet de Prosper-Ambroise de Precipiano.
Ayant étudié les lettres classiques à Constance, la philosophie dans sa ville natale, et la théologie au collège jésuite de Louvain, il obtint sa licence en droit et son doctorat en théologie à l'université de Dole. Il fut nommé successivement chanoine, archidiacre et doyen du chapitre métropolitain de Besançon. Il est élu par le chapitre haut doyen de la cathédrale de Besançon le 23 août 1661, mais le Saint-Siège a envoyé un bref au secrétaire de la chambre épiscopale de Besançon annulant cette élection, menaçant d'excommunication Humbert de Precipiano s'il exerçait ses fonctions et suspendant les chanoines qui l'avaient élu. Les quatorze chanoines restés fidèles à Rome ont alors élu Antoine-Pierre de Grammont archevêque de Besançon, le 28 mars 1662 qui a finalement reçu ses bulles de confirmation du Saint-Siège le 15 janvier 1663. Les chanoines suspendus protestèrent à Bruxelles et Madrid, Guillaume Humbert de Precipiano fit appel à Bruxelles. Finalement, Pierre-Antoine de Grammont, prince d'Empire, abbé de Bithaine, coadjuteur de Luxeuil, est sacré archevêque de Besançon dans la crypte de l'abbaye Saint-Vincent, le dimanche 20 janvier 1664, à deux heures du matin. Après la conquête de la Franche-Comté par Louis XIV, Humbert de Precipiano a renoncé à ses prétendus droits par un acte signé à Madrid le 23 mai 1678 et remis dans les mains du nonce apostolique qui a levé les censures au nom du pape Innocent XI. Il a été abbé commendataire de Bellevaux en Bourgogne, il fut ensuite nommé conseiller ecclésiastique à la cour de Dole par Philippe IV d'Espagne (la Franche-Comté était alors une dépendance espagnole).
En 1667, François-Paul de Lisola propose à l'empereur du Saint-Empire d'envoyer des délégués du Cercle de Bourgogne à la Diète d'Empire de Ratisbonne. Le marquis Francisco de Castel Rodrigo, gouverneur des Pays-Bas espagnols, a nommé Humbert de Precipiano et Claude-Ambroise Philippe après le début de la guerre de Dévolution. Ils ont essayé, sans succès, d'obtenir l'appui du Saint-Empire romain germanique pour lutter contre la France dont les intérêts à la Diète d'Empire étaient défendus par Robert de Gravel.
Après 1672, il résida à Madrid en tant que conseiller en chef pour les Affaires des Pays-Bas et de la Bourgogne. Dix ans plus tard, il fut élevé au siège de Bruges, et sacré le 21 mars 1683. Pendant sept ans, il travailla avec zèle pour maintenir la pureté de la foi et les droits de l'Église, et contenir la propagation du jansénisme. En 1690, on lui offrit l'archevêché de Malines, qu'il n'accepta que sur l'ordre exprès du pape.
À Malines sa vie fut une lutte constante contre les doctrines que ne cessaient de diffuser des Français réfugiés, Arnauld, Quesnel, et d'autres. De concert avec son suffragant, l'archevêque commença par insister sur le serment présenté par Alexandre VII comme une condition nécessaire pour l'admission aux ordres sacrés, aux bénéfices et aux postes ecclésiastiques. Trois assemblées épiscopales, tenue sous sa présidence à Bruxelles en 1691, 1692 et 1697, confirmèrent ce règlement. La seconde (1692) d'ailleurs, pour prévenir tous les subterfuges quant à la distinction entre le droit et le fait, fit certaines additions à la formule. Par l'intermédiaire du Dr Hennebel, les jansénistes présentèrent à Rome une protestation, et réussirent à faire recevoir leur revendication par Innocent XII. Le pape ordonna que l'adoption des mots précis du serment de son prédécesseur Alexandre fût considérée comme tout à fait suffisante, car elle condamnait les cinq propositions « dans le sens évident qu'exprimaient les termes des propositions, et que nos prédécesseurs ont condamné ».
Mais alors des hommes de mauvaise foi déclarèrent que la Constitution d'Alexandre VII et les obligations qu'elle imposait avaient été modifiées, et qu'il n'était plus nécessaire de rejeter les propositions in sensu auctoris. Les évêques prirent contact avec Rome afin d'obtenir un moyen plus radical et plus efficace, et le pape, désormais mieux informé, les autorisa à procéder, non seulement en vertu de leur propre autorité, mais aussi en tant que délégués du Saint-Siège, contre tous ceux qui, par la parole ou par l'écrit s'opposeraient aux décisions bien connues de l'autorité souveraine. Immédiatement l'archevêque censura et interdit soixante et onze pamphlets diffamatoires d'origine janséniste, mais, comme la propagande en faveur de l'Augustinus continuait et que la pression morale s'avérait totalement inefficace, il demanda l'intervention du pouvoir séculier. Quesnel, Gerberon, et Brigode, celui qui distribuait leurs écrits, furent arrêtés à Bruxelles par ordre de Philippe V, et enfermés au palais archiépiscopal (1703). Quesnel s'échappa en Hollande, mais sa vaste correspondance fut saisie et une procédure judiciaire entamée contre lui.
Tous les documents qui s'y rapportent ont été publiés sous le titre Causa Quesnelliana (Bruxelles, 1705). Ils forment l'une des plus précieuses sources de l'histoire authentique du jansénisme. En 1705, l'archevêque de Malines fut l'un des premiers à publier dans son diocèse la bulle Vineam Domini Sabbaoth, dans laquelle Clément XI condamnait la théorie du silence respectueux, et son action lui valut les félicitations du souverain pontife. À Malines comme à Bruges, Precipiano dut se battre pour défendre le droit d'asile dont jouissaient certains lieux ou certaines maisons religieuses ; à Malines ses efforts furent d'abord contrecarrés par le pouvoir civil. En dernier recours, il fut obligé d'excommunier le procureur général et les membres du Grand Conseil, les magistrats répondirent en lui infligeant une énorme amende et la lourde peine de l'aquæ et ignis interdictio. Grâce à l'intervention personnelle de Philippe V, qui appréciait hautement le prélat, la querelle se termina sans atteinte aux droits de l'Église, et sans déshonneur pour leur champion.

## Sources
- Notices d'autorité :   - VIAF
  - ISNI
  - IdRef
  - LCCN
  - GND
  - Italie
  - Pays-Bas
  - Vatican
  - WorldCat
- Ressource relative à la religion :   - Catholic Hierarchy
- Ressource relative à plusieurs domaines :   - ODIS
- Notices dans des dictionnaires ou encyclopédies généralistes :   - Biografisch Portaal van Nederland
  - Deutsche Biographie
- Catholic encyclopedia de 1907 (domaine public)